# ウラジーミル・レーベンシュタイン
ウラジーミル・イオシフォヴィチ・レーベンシュタイン（ロシア語: Влади́мир Ио́сифович Левенште́йн; IPA: [vlɐˈdʲimʲɪr ɪˈosʲɪfəvʲɪtɕ lʲɪvʲɪnˈʂtʲejn] ( 音声ファイル)、1935年3月20日 - 2017年9月6日）は情報理論、誤り訂正コード、コンビナトリアルデザインの研究を行うロシアの科学者。特に1965年に開発したレーベンシュタインアルゴリズムやレーベンシュタイン距離で有名である。
1958年にモスクワ大学の数学と工学の学部を卒業し、以来モスクワのケルディシュ応用数学研究所に勤務した。IEEE情報理論学会のフェローである。
2006年に「レーベンシュタイン距離を含む誤り訂正符号の理論と情報理論への貢献」によりハミングメダルを授与された。
レーベンシュタイン距離が導入された論文の発表された日に関しては論争があり、ロシア語の原本は1965年に発表となっているが 、翻訳したものは1966年に発表となっている。

## 論文
- Levenshtein, V. I. (1965), “Binary codes capable of correcting deletions, insertions, and reversals.”, Doklady Akademii Nauk SSSR 163 (4):  845–848
- Delsarte, P.; Levenshtein, V. I. (1998), “Association schemes and coding theory”, IEEE Transactions on Information Theory 44 (6):  2477–2504, doi:10.1109/18.720545

## さらに見る
- レーベンシュタイン距離